# Proiecție Newman
Proiecția Newman este o metodă de reprezentare a formulelor structurale ale izomerilor de conformație ai alcanilor, în special al modului în care se realizează legăturile de tip carbon-carbon din punctul de vedere al stereochimiei. În molecula unui alcan, se pot reprezenta două tipuri de atomi: atomul proximal, în fața formulei structurale, și atomul distal, în spatele acesteia, sub formă de cerc (vezi imagine).
Reprezentarea Sawhorse (o metodă asemănătoare, vezi imagine), pe de altă parte, presupune vizualizarea legăturilor carbon-carbon dintr-un anumit unghi, astfel că oferă posibilitatea de a observa geometria tridimensională a moleculei mult mai ușor.